# Paul Brickman
Paul Brickman (Chicago, 23 aprile 1949) è uno sceneggiatore e regista statunitense, noto soprattutto per aver diretto e sceneggiato il film Risky Business - Fuori i vecchi... i figli ballano.

## Biografia
Prima del suo debutto da regista, Brickman si distinse nel ruolo di sceneggiatore in film come Gli orsi interrompono gli allenamenti (1977) e Citizens Band, di Jonathan Demme (1977). Nel 1983, diresse il film che gli diede vasta notorietà, Risky Business - Fuori i vecchi... i figli ballano con Tom Cruise. Il successo immediato gli garantì una nomination ai Writers Guild of America del 1984 per Best Comedy Written Directly for the Screen. Nel 1990, ha diretto il suo secondo e ultimo film, Gli uomini della mia vita con Jessica Lange, adattamento del film francese La Vie Continue (1982).

## Filmografia

### Regista e sceneggiatore
- Risky Business - Fuori i vecchi... i figli ballano (Risky Business) (1983)
- Gli uomini della mia vita (Men Don't Leave) (1990)

### Sceneggiatore
- Gli orsi interrompono gli allenamenti (The Bad News Bears in Breaking Training), regia di Michael Pressman (1977)
- Citizens Band, regia di Jonathan Demme (1977)
- L'affare del secolo (Deal of the Century), regia di William Friedkin (1983)
- Fino a prova contraria (True Crime), regia di Clint Eastwood (1999)
- La rivolta (Uprising), regia di Jon Avnet - film TV (2001)

## Premi e candidature

### Writers Guild of America
- 1984: candidatura al WGA Award per Best Comedy Written Directly for the Screen per Risky Business - Fuori i vecchi... i figli ballano